# 毛核木
毛核木（学名：Symphoricarpos sinensis）是忍冬科毛核木属的植物，是中国的特有植物。分布在中国大陆的甘肃、四川、湖北、云南、陕西、广西等地，生长于海拔610米至2,200米的地区，多生长于山坡灌木林中，目前尚未由人工引种栽培。
其种加词“sinensis”意为“中华的”。

## 别名
雪果（中国种子植物科属辞典） 雪莓（中国树木分类学）